# Gynoplistia erinundra
Gynoplistia erinundra är en tvåvingeart som beskrevs av Günther Theischinger 1993. Gynoplistia erinundra ingår i släktet Gynoplistia och familjen småharkrankar. Inga underarter finns listade i Catalogue of Life.